# 天津职业技术师范大学
天津职业技术师范大学，曾名天津工程师范学院、天津职业技术师范学院，是中国天津市一所以工学和教育学为主的普通高等本科院校。

## 历史沿革
2018年3月，天津城建大学、天津工业大学与天津职业技术师范大学三所天津高校与巴基斯坦旁遮普省共建的“旁遮普天津技术大学”。

## 学院设置
- 自动化与电气工程学院
- 机械工程学院
- 电子工程学院
- 汽车与交通学院
- 信息技术工程学院
- 经济与管理学院
- 理学院
- 艺术学院
- 职业教育学院
- 外国语学院
- 高职部